# دايتون مور
دايتون مور (بالإنجليزية: Dayton Moore)‏ هو مسير رياضي أمريكي، ولد في 17 فبراير 1967 في ويتشيتا في الولايات المتحدة.